# Manuel Momparlet
Manuel Ortega Momparlet (Sevilla, 18 de noviembre de 1966) es un exfutbolista español que se desempeñaba como defensa.

## Clubes
| Club                   | País   | Año       |
| ---------------------- | ------ | --------- |
| Córdoba C. F.          | España | 1989-1991 |
| Club Atlético Marbella | España | 1991-1992 |
| Rayo Vallecano         | España | 1992-1994 |
| C. P. Mérida           | España | 1994-1999 |